# A Home on the Range
A Home on the Range: The Jewish Chicken Ranchers of Petaluma (em português, Uma casa na montanha: O aviário judeu de Petaluma) é um filme documentário de 2002 feito por Bonnie Burt e Judith Montell sobre um grupo de judeus que fugiram de pogrom na Europa ocidental e de preconceito nos Estados Unidos para organizar uma sociedade socialista na zona rural, no norte da Califórnia, onde criavam galinhas para sobreviver.